# Мауріціо Йоріо
Мауріціо Йоріо (італ. Maurizio Iorio, нар. 6 червня 1959, Мілан) — італійський футболіст, що грав на позиції нападника.
Виступав, зокрема, за «Рому» та «Інтернаціонале», вигравши з першими чемпіонат Італії, а з другими — Кубок УЄФА. Також грав за олімпійську збірну Італії, з якою поїхав на Ігри 1984 року.

## Клубна кар'єра
Народився 6 червня 1959 року в місті Мілан. Вихованець юнацької команди «Еленіо Еррера» (Трієстіна).
У дорослому футболі дебютував 1975 року виступами за команду «Віджевано», в якій провів один сезон, взявши участь лише у 6 матчах чемпіонату.

Мауріціо Йоріо під час виступів за «Верону». Сезон 1983/84.

У 1976 році перйшов у «Фоджу», з якою 23 жовтня 1977 року дебютував у Серії А в матчі проти «Торіно». За сезон 1977/78 зіграв у 21 матчі і забив 6 голів, проте команда зайняла передостаннє місце і покинула еліту, після чого Мауріціо перейшов у «Торіно», де провів наступний сезон, проте не зміг виграти конкуренцію у зіркових Франческо Граціані та Паоло Пулічі.
Влітку 1979 року Йоріо перейшов в «Асколі» як частина угоди по півзахиснику Даніло Пілеггі. Тренер Джован Баттіста Фаббрі використовував його як єдиного форварда. Після вдалого старту сезону (з чотирма голами в груповому етапі Кубка Італії) Йоріо втратив своє місце в команді через погану роботу та конфлікт з тренером і в підсумку за сезон зіграв лише 11 матчів в Серії А і забив 1 гол.
Влітку 1980 року Йоріо перейшов в «Барі», що грало в Серії Б, де став виступати в парі з Альдо Сереною. У першому сезоні 1980/81 років він забив 10 голів в 29 іграх, в тому числі два голи в дербі проти «Лечче», незважаючи на травму. У наступному сезоні він забив 18 голів в 36 матчах, ставши найкращим бомбардиром команди, проте це не допомогло їй вийти в Серію А — «біло-червоні» на 2 очки відстали від «прохідного» третього місця.
Незважаючи на це, футболіст наступний сезон таки розпочав у вищому дивізіоні. Його 31 гол, забитий протягом двох років у чемпіонаті та Кубку Італії, викликав інтерес «Роми», яка придбала футболіста влітку 1982 року. У сезоні 1982/83 він виграв скудетто з «вовками», провівши за чемпіонат 25 ігор (5 голів) в ролі "помічника"  Роберто Пруццо. У наступному році, після придбання Франческо Граціані, Йоріо був проданий у «Верону», де провів свій найкращий сезон у вищому дивізіоні — 14 голів в 25 іграх, утворивши вдалий атакувальний дует з Джузеппе Гальдеризі. В підсумку веронці завершили сезон на шостому місці і вийшли у фінал Кубка Італії, в якому Йоріо з 7 голами став другим бомбардиром.
Влітку 1984 року Йоріо повертається до «Роми», яка змушена була викуповувати гравця за більше двох з половиною мільярдів лір. Його другий період у Римі став менш успішним, ніж перший, і Мауріціо перебував у клубі у ролі резервіста Роберто Пруццо, якого тренер Свен-Йоран Ерікссон використовував як єдиного нападника. Йоріо закінчив сезон лише з 16 матчами і одним голом в чемпіонаті, на додаток до 3 виступів і двох голів в Кубку Італії, в тому числі один з в дербі проти «Лаціо». 
У 1985 році перейшов до «Фіорентини» за чотири мільярди лір, де також не зміг розкритись, забивши лише один гол в чемпіонаті протягом усього сезону.
Втративши у наступному сезоні місце в основі, в жовтні 1986 року Йоріо на правах оренди перейшов у «Брешію», яку не врятував від вильоту в Серію B. Повернувшись у Флоренцію, Мауріціо не потрапив у склад і незабаром повернувся в «Брешію» на повноцінній основі, в наступному сезоні забив 8 голів в 31 матчі у чемпіонаті Серії B. В кінці сезону покинув клуб на правах вільного агента, відхиливши пропозицію «Козенци» і представників канадського чемпіонату.
Восени 1988 року перейшов в «П'яченцу», але забивши 5 голів у 20 матчах зайняв з командою останнє 20 місце в Серії В..
Влітку 1989 року Йоріо на правах вільного агента повертається у «Верону», проте форвард не повторює продуктивність сезону 1983/84, забивши цього разу лише 3 голи в 24 іграх і втретє в своїй кар'єрі вилітає з командою з вищого дивізіону, після чого покиидає «еллінів». 
В листопаді 1990 року Йоріо підписує «Інтернаціонале» як замінника травмованого Давіде Фонтолана, але зіграв за «нерадзуррі» Йоріо лише в п'яти матчах, хоча і виграв з командою Кубок УЄФА, не зігравши на турнірі того сезону жодного матчу.
1991 року перейшов до «Дженоа», за яку відіграв 2 сезони, будучи дублером Томаша Скугравого і Карлоса Агілери. Завершив професійну кар'єру футболіста виступами за команду «Дженоа» у 1993 році.

## Виступи за збірні
1979 року залучався до складу молодіжної збірної Італії. На молодіжному рівні зіграв в одному офіційному матчі.
З 1983 по 1984 рік захищав кольори олімпійської збірної Італії. У складі цієї команди провів 14 матчів, забив 2 голи і був учасником футбольного турніру на Олімпійських іграх 1984 року у Лос-Анджелесі, де зіграв у всіх шести матчах: з Єгиптом, США, Коста-Рикою, Чилі, Бразилією та Югославією.

## Поддальше життя
По завершенні ігрової кар'єри займався будівництвом, проте потім повернувся у футбол, як гравець з пляжного футболу і телевізійний коментатор.

## Статистика виступів

### Статистика клубних виступів
| Сезон                  | Команда                | Чемпіонат              | Чемпіонат | Чемпіонат | Національний кубок | Національний кубок | Національний кубок | Континентальні кубки | Континентальні кубки | Континентальні кубки | Інші змагання | Інші змагання | Інші змагання | Усього | Усього |
| Сезон                  | Команда                | Ліга                   | Ігор      | Голів     | Ліга               | Ігор               | Голів              | Ліга                 | Ігор                 | Голів                | Ліга          | Ігор          | Голів         | Ігор   | Голів  |
| ---------------------- | ---------------------- | ---------------------- | --------- | --------- | ------------------ | ------------------ | ------------------ | -------------------- | -------------------- | -------------------- | ------------- | ------------- | ------------- | ------ | ------ |
| 1975–76                | «Віджевано»            | C                      | 6         | 2         | -                  | -                  | -                  | -                    | -                    | -                    | -             | -             | -             | 6      | 2      |
| 1976–77                | «Фоджа»                | A                      | 0         | 0         | КІ                 | 0                  | 0                  | -                    | -                    | -                    | -             | -             | -             | 0      | 0      |
| 1977–78                | «Фоджа»                | A                      | 21        | 6         | КІ                 | 0                  | 0                  | -                    | -                    | -                    | -             | -             | -             | 21     | 6      |
| Усього за «Фоджу»      | Усього за «Фоджу»      | Усього за «Фоджу»      | 21        | 6         |                    | 0                  | 0                  |                      | -                    | -                    |               | -             | -             | 21     | 6      |
| 1978–79                | «Торіно»               | A                      | 15        | 3         | КІ                 | 2                  | 1                  | КУЄФА                | 1                    | 0                    | -             | -             | -             | 18     | 4      |
| 1979–80                | «Асколі»               | A                      | 11        | 1         | КІ                 | 4                  | 4                  | -                    | -                    | -                    | -             | -             | -             | 15     | 5      |
| 1980–81                | «Барі»                 | B                      | 29        | 10        | КІ                 | 4                  | 1                  | -                    | -                    | -                    | -             | -             | -             | 33     | 11     |
| 1981–82                | «Барі»                 | B                      | 36        | 18        | КІ                 | 4                  | 2                  | -                    | -                    | -                    | -             | -             | -             | 40     | 20     |
| Усього за «Барі»       | Усього за «Барі»       | Усього за «Барі»       | 65        | 28        |                    | 8                  | 3                  |                      | -                    | -                    |               | -             | -             | 73     | 31     |
| 1982–83                | «Рома»                 | A                      | 25        | 5         | КІ                 | 9                  | 3                  | КУЄФА                | 6                    | 1                    | -             | -             | -             | 40     | 9      |
| 1983–84                | «Верона»               | A                      | 25        | 14        | КІ                 | 12                 | 7                  | КУЄФА                | 1                    | 0                    | -             | -             | -             | 38     | 21     |
| 1984–85                | «Рома»                 | A                      | 16        | 1         | КІ                 | 3                  | 2                  | КВК                  | 5                    | 0                    | -             | -             | -             | 24     | 3      |
| Усього за «Рому»       | Усього за «Рому»       | Усього за «Рому»       | 41        | 6         |                    | 12                 | 5                  |                      | 11                   | 1                    |               | -             | -             | 64     | 12     |
| 1985–86                | «Фіорентина»           | A                      | 25        | 1         | КІ                 | 4                  | 2                  | -                    | -                    | -                    | -             | -             | -             | 29     | 3      |
| 1986–87                | «Фіорентина»           | A                      | 0         | 0         | КІ                 | 3                  | 0                  | -                    | -                    | -                    | -             | -             | -             | 3      | 0      |
| Усього за «Фіорентину» | Усього за «Фіорентину» | Усього за «Фіорентину» | 25        | 1         |                    | 7                  | 2                  |                      | -                    | -                    |               | -             | -             | 32     | 3      |
| 1986–87                | «Брешія»               | A                      | 8         | 1         | КІ                 | 1                  | 0                  | -                    | -                    | -                    | -             | -             | -             | 9      | 1      |
| 1987–88                | «Брешія»               | B                      | 31        | 8         | КІ                 | 2                  | 0                  | -                    | -                    | -                    | -             | -             | -             | 33     | 8      |
| Усього за «Брешію»     | Усього за «Брешію»     | Усього за «Брешію»     | 39        | 8         |                    | 3                  | 0                  |                      | -                    | -                    |               | -             | -             | 42     | 8      |
| 1988–89                | «П'яченца»             | B                      | 20        | 5         | -                  | -                  | -                  | -                    | -                    | -                    | -             | -             | -             | 20     | 5      |
| 1989–90                | «Верона»               | A                      | 24        | 3         | КІ                 | 1                  | 0                  | -                    | -                    | -                    | -             | -             | -             | 25     | 3      |
| Усього за «Верону»     | Усього за «Верону»     | Усього за «Верону»     | 49        | 17        |                    | 13                 | 7                  |                      | 1                    | 0                    |               | -             | -             | 63     | 24     |
| 1990–91                | «Інтернаціонале»       | A                      | 5         | 0         | КІ                 | 0                  | 0                  | КУЄФА                | 0                    | 0                    | -             | -             | -             | 5      | 0      |
| 1991–92                | «Дженоа»               | A                      | 10        | 0         | КІ                 | 2                  | 0                  | КУЄФА                | 2                    | 1                    | -             | -             | -             | 14     | 1      |
| 1992–93                | «Дженоа»               | A                      | 13        | 1         | КІ                 | 1                  | 1                  | -                    | -                    | -                    | -             | -             | -             | 14     | 2      |
| Усього за «Дженоа»     | Усього за «Дженоа»     | Усього за «Дженоа»     | 23        | 1         |                    | 3                  | 1                  |                      | 2                    | 1                    |               | -             | -             | 28     | 3      |
| Усього                 | Усього                 | Усього                 | 320       | 79        |                    | 52                 | 23                 |                      | 15                   | 2                    |               | -             | -             | 387    | 104    |

## Титули і досягнення
- Чемпіон Італії (1):

«Рома»: 1982–83
- Володар Кубка УЄФА (1):

«Інтернаціонале»: 1990–91